# Agent 69 Jensen i Skyttens tegn
Agent 69 Jensen i Skyttens tegn er et dansk erotisk lystspil fra 1978.
Titlen forkortes ofte fejlagtigt til I Skyttens tegn (ligesom Agent 69 Jensen i Skorpionens tegn ofte fejlagtigt forkortes til I Skorpionens tegn).
Det var den sidste af de seks officielle sexkomedier i stjernetegn-filmserien. Instruktør var Werner Hedman, der også skrev manuskript sammen med Edmondt Jensen.

## Handling
Blanding af sex-lystspil og spionhistorie hvor hemmelige agenter jagter mikrofilm som er skjult i tre pudderdåser.

## Medvirkende
Blandt de medvirkende kan nævnes:
- Ole Søltoft
- Søren Strømberg
- Poul Bundgaard
- Karl Stegger
- Arthur Jensen
- Benny Hansen
- Paul Hagen
- Jeanne Darville
- Kirsten Norholt
- Kate Mundt
- Valsø Holm
- Else Petersen
- Gotha Andersen
- William Kisum
- Poul Glargaard
- Ib Mossin
- Sven-Ole Thorsen
- Torben Bille
- Ricky Bruch